# Ekeby socken, Närke
Ekeby socken i Närke ingick i Sköllersta härad, ingår sedan 1971 i Kumla kommun i Örebro län och motsvarar från 2016 Ekeby distrikt.
Socknens areal är 40,11 kvadratkilometer, varav 39,70 land. År 2000 fanns här 1 101 invånare. Orten Kvarntorp samt tätorten och kyrkbyn Ekeby med sockenkyrkan Ekeby kyrka ligger i socknen.

## Administrativ historik
Ekeby socken har medeltida ursprung. 
Vid kommunreformen 1862 övergick socknens ansvar för de kyrkliga frågorna till Ekeby församling och för de borgerliga frågorna till Ekeby landskommun. Landskommunen inkorporerades 1952 i Ekeby och Gällersta landskommun som upplöstes 1971 då denna del kom att uppgå i Kumla kommun.
1 januari 2016 inrättades distriktet Ekeby, med samma omfattning som församlingen hade 1999/2000.
Socknen har tillhört fögderier, tingslag och domsagor enligt vad som beskrivs i artikeln Närke.  De indelta soldaterna tillhörde Närkes regemente, Kumla kompani och Livregementets husarkår, Östernärke skvadron.

## Geografi
Ekeby socken ligger söder om Örebro och öster om Kumla.  Socknen har omväxlande slätt- och backterräng.
På Ekeby kyrkas västra sida möttes tidigare två betydelsefulla vägar: den gamla vägen från Kumla och den gamla landsvägen från Örebro. Vägarnas funktion är idag delvis ersatta av riksväg 51 och Riksväg 52. De äldre vägarna finns ännu kvar, mindre trafikerade.

### Geografisk avgränsning
Ekeby sockens sydligaste punkt ligger omedelbart söder om Västra stambanan, på en punkt cirka 3 km väster om Pålsboda (i Sköllersta). Här ligger torpet Svaneborg. Socknens område söder om stambanan är blott ett hundratal kvadratmeter stort och ligger sydligast i en markerad kil av socknen som sticker från Kvarntorp cirka 4 km mot söder. Vid Svaneborg ligger "tresockenmötet" Ekeby-Sköllersta-Hallsberg. Både Sköllersta och Hallsbergs socknar ligger i Hallsbergs kommun. Cirka 300 meter nordväst om Svaneborgstorpet, norr om järnvägen, ligger "tresockenmötet" Ekeby-Hallsberg-Kumla. Härifrån gränsar Ekeby mot Kumla socken i väster upp till "tresockenmötet" Ekeby-Kumla-Gällersta vid Täljeån cirka 3 km rakt västerut från Gällersta kyrka och cirka 3 km sydost om Mosås.
I norr avgränsas Ekeby församling av Gällersta socken i Örebro kommun. Gränsen mellan de två enheterna går strax norr om byn Frommesta och faller ut i Kvismare kanal halvannan km öster om Gällersta kyrka. 
Socknens östligaste punkt ligger i övergången mellan Västra Kvismaren och Rysjön. Här gränsar Ekeby på sträckan 500 meter mot Norrbyås socken i öster. Från Västra Kvismaren till Svaneborgstorpet gränsar församlingen därefter mot Sköllersta socken i sydost.

## Fornlämningar
En boplats från stenåldern och en del lösfynd, stensättningar och gravfält från järnåldern är funna.

## Namnet
Namnet (1312 Ekeby) kommer från kyrkbyn. Förleden innehåller eke, 'ekdunge', efterleden är by, 'gård; by'.

## Befolkningsutveckling
| Befolkningsutvecklingen i Ekeby socken, Närke 1750–1990                                                 | Befolkningsutvecklingen i Ekeby socken, Närke 1750–1990 | Befolkningsutvecklingen i Ekeby socken, Närke 1750–1990 | Befolkningsutvecklingen i Ekeby socken, Närke 1750–1990 | Befolkningsutvecklingen i Ekeby socken, Närke 1750–1990 |
| --- | ------------------------------------------------------- | ------------------------------------------------------- | ------------------------------------------------------- | ------------------------------------------------------- |
| |                                                         |                                                         |                                                         |                                                         |
| År |                                                         |                                                         | Folkmängd                                               |                                                         |
| 1750 | 1750                                                    |                                                         | 795                                                     |                                                         |
| 1760 | 1760                                                    |                                                         | 749                                                     |                                                         |
| 1769 | 1769                                                    |                                                         | 804                                                     |                                                         |
| 1780 | 1780                                                    |                                                         | 799                                                     |                                                         |
| 1790 | 1790                                                    |                                                         | 824                                                     |                                                         |
| 1800 | 1800                                                    |                                                         | 872                                                     |                                                         |
| 1810 | 1810                                                    |                                                         | 941                                                     |                                                         |
| 1820 | 1820                                                    |                                                         | 957                                                     |                                                         |
| 1830 | 1830                                                    |                                                         | 1 058                                                   |                                                         |
| 1840 | 1840                                                    |                                                         | 1 176                                                   |                                                         |
| 1850 | 1850                                                    |                                                         | 1 151                                                   |                                                         |
| 1860 | 1860                                                    |                                                         | 1 114                                                   |                                                         |
| 1870 | 1870                                                    |                                                         | 1 218                                                   |                                                         |
| 1880 | 1880                                                    |                                                         | 1 158                                                   |                                                         |
| 1890 | 1890                                                    |                                                         | 1 267                                                   |                                                         |
| 1900 | 1900                                                    |                                                         | 1 334                                                   |                                                         |
| 1910 | 1910                                                    |                                                         | 1 267                                                   |                                                         |
| 1920 | 1920                                                    |                                                         | 1 201                                                   |                                                         |
| 1930 | 1930                                                    |                                                         | 1 135                                                   |                                                         |
| 1940 | 1940                                                    |                                                         | 1 022                                                   |                                                         |
| 1950 | 1950                                                    |                                                         | 1 429                                                   |                                                         |
| 1960 | 1960                                                    |                                                         | 1 364                                                   |                                                         |
| 1970 | 1970                                                    |                                                         | 1 141                                                   |                                                         |
| 1980 | 1980                                                    |                                                         | 1 183                                                   |                                                         |
| 1990 | 1990                                                    |                                                         | 1 170                                                   |                                                         |
| Anm: Källor: Umeå universitet - Tabellverket 1749-1859, Demografiska databasen, CEDAR, Umeå universitet |                                                         |                                                         |                                                         |                                                         |